# アレグリア

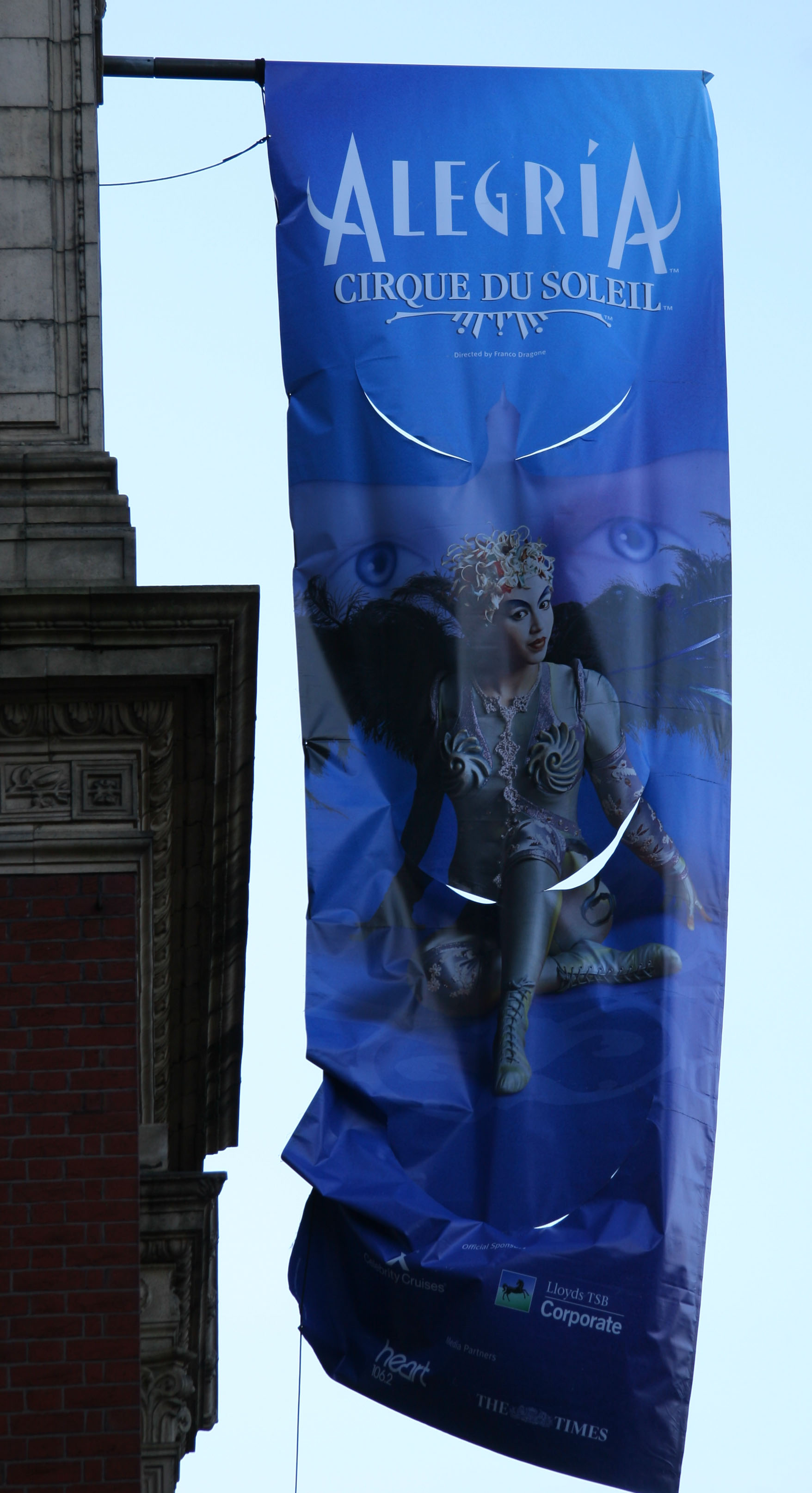
アレグリア

アレグリア（Alegría）はシルク・ドゥ・ソレイユの移動公演の演目のひとつ。フランコ・ドラゴーヌ監督、ジル・サンクロワ芸術監督で1994年4月21日に初演、2013年12月29日にベルギー・アントワープで一度最終公演を迎えた。20年間で5,000回以上上演され、世界65都市以上、1000万人以上を動員した。その後2019年より初演25周年を記念してコンセプトやアクロバット、舞台演出や衣装などを刷新した『アレグリア-新たなる光-』の移動公演を開始した。
『アレグリア』は大テントでのツアー公演から始まった。しかし2009年から2010年の北米ツアーからアリーナ・ツアーへと変わり、大テントでの公演が不可能だった都市での公演も可能になった。1999年5月から2000年10月、MGMのボー・リヴァージュカジノで常設公演を行ったこともある。
『アレグリア』はスペイン語で、英語では『joy』、日本語では『喜び』『歓喜』といった意味になる。シルク・ドゥ・ソレイユのパンフレットによると『パワーへの努力と若さのエネルギーの爽快さをオペラで表現』している。レネ・デュペレの、フランス、スペイン、アフリカ、地中海などから影響され個性的にブレンドされたニューエイジな音楽が流れ、ドミニク・ルミューがデザインしたバーレスクのデカダンスな美学を表現する衣裳と装飾で表現される。舞台や小道具はゴシック建築や大胆で直線的なデザインが特徴とされる。
日本では1996年に下記の大テント公演(ビッグトップ)が行われ全260回公演され67万人動員、2004年から2005年に下記の大テント公演(新ビッグトップ)が行われ全466回公演され114万人動員された。また、2023年2月から東京・お台場ビックトップにて「ダイハツ アレグリア -新たなる光-」が公演されている。

## 舞台美術
『アレグリア』の舞台は立体的な柱と手すりのある大きなドームが上にある。このドームは教会や政府の建物を模し、印象的な感覚、パワフルな構造を表している。舞台には螺旋状のランプが両側にあり『未知』を表現している。舞台の床は4つの要素で生きているサンショウウオの頭を表現している。17世紀のボールルーム様式の照明デザインがノスタルジックな雰囲気を醸し出している。秋色の色彩がショーにぼんやりとした明るさを作り出している。

## 登場人物
オールド・オーダーとニュー・オーダー双方の登場人物を含む。
- Fleur: 自分を王様だと思い込んでいる、予測不可能で危険で無鉄砲な人物。『アレグリア』の世界への案内人。
- Nostalgic Old Birds: 宮殿が建った時からそこに住んでいる。鏡のないフレームからの反射に喜び、空っぽの殻で覆われた鑑定人である。
- Tamir and Little Tamir: 必要とされた時に現れ、任務を終えると消える。
- Nymphs: 活力を与えてくれ、それぞれが生きがいとなっている。
- Bronx: 若くタフな次世代の人物。パワー・トラック、エアリアル・ハイ・バーを演じる。
- White angels: 未来の若者であるガーディアン。ロシアン・バーを演じる。
- White singer: 曲を反響するストーリーテラーの歌手の一人で彼女の視点で語られている。
- Black singer: 歌手の一人。彼女の心の中に多くの邪悪な秘密を隠している。
- Clowns: このショーの評論家的人物。

## 演目
演目は変更されることがあるが『エネルギー、優雅さ、若さの力へのバーレスクの頌歌』というテーマは変わらない。
- シンクロトラピス: 2人による2つの空中ブランコでのアクロバティックな演技。
- パワー・トラック: X型のトランポリンで跳躍や回転をするアクロバティックな集団演技。
- ハンドバランシング: 杖の上で逆立ちなどをする演技。
- ファイアナイフ・ダンス: 火の付いたナイフを使ってダンスをする演技。
- マニピュレーション: マリア・シラエヴァによる演技。元々はエレナ・レブによるフラフープの演技だったが、現在はリボンなど他の小道具も使われている。
- フライングマン: バンジー・コードを使った跳躍や飛躍の演技。
- ロシアンバー: ロシアン・バー(しなりのある細い板)を使用したアクロバティックな演技。
- コントーション: 2人による弾力性とバランスに富んだ優雅でしなやかな形や動きの演技。
- エアリアル・ハイ・バー: 舞台上部の高い装置を使った跳躍や回転のアクロバティックな集団演技。

### ローテーションの演目
- シール・ホイール: シール・ホイールの中での回転などの演技。
- ジャグリング: ボールのジャグリングの演技。

### 終了した演目
- タイトワイヤー
- ショルダー・ポール・ワイヤー
- ストロングマン
- スラック・ワイヤー
- エアリアル・キューブ:

## 衣裳
『アレグリア』の衣裳は旧作と新作で違う。旧作の衣裳は羽毛やレースなどの装飾品で微細に渡り飾られ、ニューヨークの黄金時代をイメージしている。新作の衣裳は未来の若者など、薄く軟らかい素材を利用し多彩な同系色で若者の活力を表現している。靴、カツラ、帽子などを含む400以上の衣裳小物がある。衣裳完成時間の例としてはオールド・バードの衣裳では200時間を要した。
- Fleur: オールド・オーダーの登場人物Fleurは赤いベルベットのジャケットと宝石で彩られたベストが印象的である。
- Singer in White: オールド・オーダーの登場人物The Singer in Whiteはクロノリンを使用し、宝石で縁取られたフープスカートを着用している。

## 音楽
『アレグリア』の高評価な音楽は、これまでのシルク・ドゥ・ソレイユの『ヌーベル・エクスペリエンス』『サルティンバンコ』『ミスティア』などの作品に多くの作曲をしてきたレネ・デュペレの作曲である。
1994年9月27日、スタジオ・アルバムとして発売され、世界中で50万枚以上を売り上げてシルク・ドゥ・ソレイユの現在までのアルバムの最高売り上げを記録している。このアルバムは1995年のグラミー賞やフィリックス賞などにノミネートされ、ロビー・フィンケルとレネ・デュペレが年間プロデューサー賞を、ロブ・ヒーニーが年間サウンド・ミキサー賞を受賞した。また『アレグリア』はビルボード・ワールド・ミュージック・チャートに65週ランクインした。
このアルバムのリード・ボーカルはオペラを習得したフランス系カナダ人のフランチェスカ・ガニオンである。彼女は『アレグリア』のDVDでThe White Singer(メイン・ボーカリスト)として、同じくフランス系カナダ人のエバ・モンプチ演じるThe Black Singerと共演している。
サウンドトラックはいくつかのバージョンがある。2001年の『アレグリア』のシドニー公演のライブ録音の『Cerceaux』『Malioumba』(どちらもフランチェスカ・ガニオンのメイン・ボーカルによる)の2曲を含むサウンドトラックがシルク・ドゥ・ソレイユ・ミュージック社により2002年に再発売された。1995年、公演の出演者とスタッフ向けにフェアファックスでのライブ・アルバムが作られた。この特別版は公演での全ての曲が収録されており、コレクターズ・アイテムとなっている。
1994年発売のオリジナル盤と2曲の追加を含む2002年盤を共に記す。
1. Alegría (フィナーレ)
2. Vai Vedrai (シンクロトラピス)
3. Kalandéro
  - Shoulder pole wire (1994年～1995年)
  - Tightrope (1996年、2001年)
  - Juggling (2002年～2004年、2006年前半)
  - Slackwire (2004年～2005年)
4. Querer (ハイ・バーのセットアップ)
5. Irna (パワー・トラック)
6. Taruka (コントーション)
7. Jeux d'enfants (幕間)
8. Mirko (オープニング)
9. Icare (ハイ・バー)
10. Ibis
  - Aerial Cube (1994年～1996年、1997年～1999年、2004年～2008年)
  - Flying Man (1996年～1997年、2003年～2004年)
11. Valsapena (パワー・トラック)
12. Nocturne (スノーストーム)
13. Cerceaux (マニピュレーション)
14. Malioumba (フライングマン)

## 映像

### 『アレグリア ザ・ムービー』
1999年、ルディ・バリチェロ脚本、フランコ・ドラゴーヌ監督で製作された。ツアー公演のパフォーマーやミュージシャンと共にフランク・ランジェラ、マコ岩松、ジュリー・コックスが出演し、ウーピー・ゴールドバーグがゲスト出演した(多くが2001年盤のDVDにも登場する)。この映像はライブをただ抜粋したものではなく、物語風に語られる。(2000年11月3日、日本発売)

### 『アレグリア』
2001年6月にオーストラリアのシドニーで撮影されDVDとして発売された。ニック・モリス監督およびプロデュース。14台のカメラと特別な映像技術を駆使しパフォーマンスの中心からの視点などがある。

## ツアー
『アレグリア』のツアーの歴史は1994年に始まった。大テント劇場に始まり、現在はスタジアム・アリーナの上演となっている。1999年から2000年の間はミシシッピ州ビロクシのボー・リヴァージュで常設公演を行った。
カラーボックスは以下のように示す :  EU   ヨーロッパ  NA   北米  SA   中南米  AP   アジア太平洋  OC   オセアニア
| アリーナ・ツアー 2009年 NA ノバスコシア州 ヘアファックス - 2009年5月27日～2009年6月7日 NA ニューブランズウィック州 セントジョン - 2009年6月10日～2009年6月14日 NA ロードアイランド州 プロビデンス - 2009年7月2日～2009年7月5日 NA ニューハンプシャー州 マンチェスター - 2009年7月8日～2009年7月12日 NA ニュージャージー州 ニューアーク - 2009年7月15日～2009年7月19日 NA ペンシルベニア州 ウィルクスバリ - 2009年7月22日～2009年7月26日 NA オンタリオ州 ハミルトン - 2009年7月29日～2009年8月2日 NA コネチカット州 ブリッジポート - 2009年8月20日～2009年8月23日 NA マサチューセッツ州 ボストン - 2009年8月26日～2009年8月30日 NA ニューヨーク州 オールバニ - 2009年9月2日～2009年9月6日 NA ニューヨーク州 シラキュース - 2009年9月9日～2009年9月13日 NA マサチューセッツ州 アムハースト - 2009年9月16日～2009年9月20日 NA ニューヨーク州 ロチェスター - 2009年9月23日～2009年9月27日 NA ペンシルベニア州 ステートカレッジ - 2009年9月30日～2009年10月4日 NA ペンシルベニア州 ピッツバーグ - 2009年10月7日～2009年10月11日 NA ペンシルベニア州 フィラデルフィア - 2009年10月14日～2009年10月16日 NA ペンシルベニア州 レディング - 2009年10月21日～2009年10月25日 NA オンタリオ州 ロンドン - 2009年11月12日～2009年11月15日 NA サウスカロライナ州 グリーンビル - 2009年11月18日～2009年11月22日 NA ジョージア州 オーガスタ - 2009年11月25日～2009年11月29日 NA バージニア州 ハンプトン - 2009年12月2日～2009年12月6日 NA マサチューセッツ州 ウースター - 2009年12月9日～2009年12月13日 NA ケベック州 モントリオール - 2009年12月18日～2009年12月30日 2010年 NA ケベック州 ケベック - 2010年1月5日～2010年1月10日 NA ケベック州 シクティミ - 2010年1月13日～2010年1月17日 NA ミシガン州 デトロイト - 2010年2月4日～2010年2月7日 NA インディアナ州 インディアナポリス - 2010年2月11日～2010年2月14日 NA テキサス州 オースティン - 2010年2月17日～2010年2月21日 NA テキサス州 フリスコ - 2010年2月24日～2010年2月28日 NA イリノイ州 ホフマン・エステーツ - 2010年3月3日～2010年3月7日 NA アイオワ州 シーダーラピッズ - 2010年3月10日～2010年3月14日 NA イリノイ州 シャンペーン - 2010年3月17日～2010年3月21日 NA ネブラスカ州 オマハ - 2010年3月24日～2010年3月28日 NA ミシガン州 イーストランシング - 2010年3月31日～2010年4月4日 NA オハイオ州 クリーブランド - 2010年4月7日～2010年4月11日 NA ケンタッキー州 ハイランドハイツ - 2010年4月29日～2010年5月2日 NA ミズーリ州 セントルイス - 2010年5月5日～2010年5月9日 NA ミズーリ州 カンザスシティ - 2010年5月12日～2010年5月16日 NA ユタ州 ソルトレイクシティ - 2010年5月19日～ to 23 May 2010年5月23日 NA カリフォルニア州 フレズノ - 2010年5月26日～2010年5月30日 NA カリフォルニア州 サクラメント - 2010年6月2日～2010年6月6日 NA ニューメキシコ州 リオランチョ - 2010年6月9日～2010年6月13日 NA テキサス州 サイプレス - 2010年6月16日～2010年6月20日 NA ミネソタ州 ミネアポリス - 2010年6月23日～2010年6月27日 NA オンタリオ州 トロント - 2010年6月30日～2010年7月4日 NA マニトバ州 ウィニペグ - 2010年7月22日～2010年7月25日 NA サスカチュワン州 レジャイナ - 2010年7月27日～2010年8月1日 NA サスカチュワン州 サスカトゥーン - 2010年8月4日～2010年8月8日 NA アルバータ州 エドモントン - 2010年8月11日～2010年8月22日 NA ブリティッシュコロンビア州 ケロウナ - 2010年8月25日～2010年8月29日 NA ブリティッシュコロンビア州 カムループス - 2010年9月1日～2010年9月5日 NA ブリティッシュコロンビア州 ビクトリア - 2010年9月8日～2010年9月12日 NA ワシントン州 タコマ - 2010年9月15日～2010年9月19日 NA ワシントン州 スポケーン - 2010年9月22日～2010年9月26日 NA ハワイ州 ホノルル - 2010年10月15日～2010年10月31日 NA アイダホ州 ボイシ - 2010年11月4日～2010年11月7日 NA テキサス州 ヒューストン - 2010年11月10日～2010年11月14日 NA アリゾナ州 フェニックス - 2010年11月17日～2010年11月21日 NA アリゾナ州 ツーソン - 2010年11月24日～2010年11月28日 NA テキサス州 エルパソ - 2010年12月1日～2010年12月5日 NA オクラホマ州 オクラホマシティ - 2010年12月22日～2010年12月26日 NA カンザス州 ウィチタ - 2010年12月29日～2011年1月2日 2011年 NA ルイジアナ州 バトンルージュ - 2011年1月5日～2011年1月9日 NA コロラド州 コロラドスプリングス - 2011年1月12日～2011年1月16日 NA コロラド州 ブルームフィールド - 2011年1月19日～2011年1月23日 NA コロラド州 ラブランド - 2011年1月26日～2011年1月30日 NA テキサス州 ラレド - 2011年2月2日～2011年2月6日 NA テキサス州 イダルゴ - 2011年2月9日～2011年2月13日 NA テキサス州 コーパスクリスティ - 2011年2月16日～2011年2月20日 NA オクラホマ州 タルサ - 2011年2月23日～2011年2月27日 NA サウスカロライナ州 ノースチャールストン - 2011年3月17日～2011年3月20日 NA テネシー州 ノックスビル - 2011年3月23日～2011年3月27日 NA バージニア州 シャーロッツビル - 2011年3月30日～2011年4月3日 NA ニュージャージー州 アトランティックシティ - 2011年4月7日～2011年4月10日 NA ノースカロライナ州 グリーンズボロ - 2011年4月13日～2011年4月17日 NA ミシシッピ州ビロクシ - 2011年4月20日～2011年4月24日 NA ミシシッピ州 サウスヘイブン - 2011年4月27日～2011年5月1日 NA バージニア州 ロアノーク - 2011年5月4日～2011年5月8日 NA サウスカロライナ州 コロンビア - 2011年5月11日～2011年5月15日 NA オハイオ州 トレド - 2011年5月18日～2011年5月22日 NA ケンタッキー州 ルイビル - 2011年6月9日～2011年6月12日 NA テネシー州 ナッシュビル - 2011年6月15日～2011年6月19日 NA フロリダ州 タンパ - 2011年6月22日～2011年6月26日 NA フロリダ州 ジャクソンビル - 2011年6月29日～2011年7月3日 NA ノースカロライナ州 ローリー - 2011年7月6日～2011年7月10日 NA サウスカロライナ州 フローレンス - 2011年7月13日～2011年7月17日 NA フロリダ州 サンライズ - 2011年7月20日～2011年7月31日 NA ノースカロライナ州 シャーロット - 2011年8月3日～2011年8月7日 NA フロリダ州 エステロ - 2011年8月10日～2011年8月14日 EU ドイツ オーバーハウゼン - 2011年9月7日～2011年9月11日 EU ドイツ ライプツィヒ - 2011年9月14日～2011年9月18日 EU ドイツ シュトゥットガルト - 2011年9月21日～2011年9月25日 EU ドイツ ミュンヘン - 2011年9月28日～2011年10月2日 EU オーストリア ザルツブルク - 2011年10月5日～2011年10月9日 EU ドイツ ベルリン - 2011年10月12日～2011年10月16日 EU ドイツ ブレーメン - 2011年10月19日～2011年10月23日 EU ドイツ ケルン - 2011年10月26日～2011年10月30日 EU ドイツ フランクフルト - 2011年11月2日～2011年11月6日 EU ドイツ マンハイム - 2011年11月9日～2011年11月13日 EU スペイン マラガ - 2011年12月1日～2011年12月4日 EU スペイン サンティアゴ - 2011年12月7日～2011年12月11日 EU スペイン サラゴサ - 2011年12月14日～2011年12月18日 EU ポルトガル リスボン - 2011年12月21日～2012年1月8日 2012年 EU フランス トゥールーズ - Coming soon EU フランス ナント - 2012年2月1日～2012年2月5日 EU フランス リヨン - 2012年2月22日～2012年2月26日 EU フランス トゥーロン - 2012年2月29日～2012年3月4日 EU フランス ニース - 2012年3月7日～2012年3月11日 EU フランス モンペリエ - 2012年3月14日～2012年3月18日 EU フランス ストラスブール - 2012年3月21日～2012年3月25日 EU イギリス バーミンガム - 2012年4月18日～2012年4月22日 AP イスラエル テルアビブ - 2012年8月8日～2012年8月12日 | 大テント公演 1994年 NA ケベック州モントリオール - 1994年4月21日～1994年5月29日 (初回公演) NA ケベック州ケベック - 1994年6月9日～1994年6月26日 NA カリフォルニア州 サンフランシスコ - 1994年7月12日～1994年8月14日 NA カリフォルニア州 サンノゼ - 1994年8月25日～1994年9月25日 NA カリフォルニア州 サンタモニカ - 1994年10月6日～1994年12月18日 1995年 NA カリフォルニア州 コスタメサ - 1995年1月24日～1995年3月12日 NA ニューヨーク州 ニューヨーク - 1995年3月28日～1995年6月4日 NA オンタリオ州トロント - 1995年6月16日～1995年7月9日 NA イリノイ州 シカゴ - 1995年7月26日～1995年8月27日 NA マサチューセッツ州ボストン - 1995年9月8日～1995年10月1日 NA ワシントンD.C. - 1995年10月12日～1995年11月5日 NA ジョージア州 アトランタ - 1995年11月17日～1995年12月30日 1996年 AP 東京 - 1996年3月22日～1996年9月15日 AP 福岡 - 1996年9月30日～1996年10月20日 AP 香港 - 1996年11月1日～1996年12月25日 1997年 AP シンガポール - 1997年1月1日～ EU オランダ アムステルダム - 1997年3月6日～1997年5月3日 EU ドイツ ミュンヘン - 1997年5月15日～1997年6月29日 EU ドイツ ベルリン - 1997年7月11日～1997年8月31日 EU オーストリア ウィーン - 1997年9月12日～1997年10月27日 EU ドイツ デュッセルドルフ - 1997年11月14日～1997年12月21日 1998年 EU イギリス ロンドン - 1998年1月7日～1998年2月8日 EU スペイン マドリード - 1998年2月19日～1998年3月22日 EU スペイン バルセロナ - 1998年4月2日～1998年5月10日 EU ドイツ ハンブルク - 1998年5月27日～1998年7月12日 EU ベルギー アントウェルペン - 1998年7月23日～1998年9月6日 EU スイス チューリッヒ - 1998年9月17日～1998年11月1日 EU ドイツ フランクフルト - 1998年11月12日～1998年12月20日 1999年～2000年 EU イギリス ロンドン - 1999年1月5日～1999年2月7日 NA ミシシッピ州ビロクシ - 1999年5月20日～2000年10月2日 (この期間はボー・リヴァージュで常設公演を行った。) 2001年 OC ニュージーランド オークランド - 2001年1月10日～2001年2月18日 OC オーストラリア メルボルン - 2001年3月6日～2001年5月13日 OC オーストラリア シドニー - 2001年5月29日～2001年8月5日 OC オーストラリア ブリスベン - 2001年8月24日～2001年9月23日 OC オーストラリア アデレード - 2001年10月10日～2001年11月18日 OC オーストラリア パース - 2001年12月5日～2002年1月27日 2002年 AP シンガポール - 2002年2月28日～2002年4月7日 NA コロラド州 デンバー - 2002年6月12日～2002年8月4日 NA ミネソタ州ミネアポリス - 2002年8月21日～2002年9月22日 NA メキシコシティ - 2002年10月10日～2002年12月29日 2003年 NA テキサス州 ダラス - 2003年1月23日～2003年2月23日 NA テキサス州ヒューストン - 2003年3月6日～2003年4月13日 NA テキサス州オースティン - 2003年4月24日～2003年5月18日 NA アルバータ州 カルガリー - 2003年6月4日～2003年6月29日 NA ブリティッシュコロンビア州 バンクーバー - 2003年7月10日～2003年8月10日 NA ワシントン州 シアトル - 2003年8月21日～2003年9月21日 NA オレゴン州 ポートランド - 2003年10月2日～2003年10月26日 NA カリフォルニア州サンフランシスコ - 2003年11月6日～2003年12月21日 2004年 NA フロリダ州 マイアミ - 2004年1月9日～2004年2月8日 NA フロリダ州 セントピーターズバーグ - 2004年2月19日～2004年3月14日 NA ジョージア州アトランタ - 2004年3月25日～2004年4月25日 NA ニューヨーク州ニューヨーク - 2004年5月6日～2004年6月27日 NA ペンシルベニア州フィラデルフィア - 2004年7月8日～2004年8月8日 NA オンタリオ州トロント - 2004年8月19日～2004年9月26日 AP 東京 - 2004年10月29日～2005年1月23日 2005年 AP 福岡 - 2005年2月9日～2005年4月3日 AP 名古屋 - 2005年4月20日～2005年6月12日 AP 大阪 - 2005年6月25日～2005年9月25日 AP 東京 - 2005年10月13日～2005年11月27日 2006年 EU イギリス ロンドン - 2006年1月5日～2006年2月12日 EU イタリア ミラノ - 2006年2月23日～2006年4月16日 EU イタリア ローマ - 2006年4月27日～2006年6月25日 EU オランダ アムステルダム - 2006年7月14日～2006年8月20日 EU ベルギー ブリュッセル - 2006年8月31日～2006年10月15日 EU スペイン マドリード - 2006年10月27日～2006年12月17日 2007年 EU イギリス ロンドン - 2007年1月5日～2007年2月11日 EU スペイン バルセロナ - 2007年2月22日～2007年4月29日 EU フランス パリ - 2007年5月10日～2007年7月15日 EU スペイン ヒホン - 2007年7月26日～2007年8月26日 SA ブラジル クリチバ - 2007年9月14日～2007年10月7日 SA ブラジル ブラジリア - 2007年10月19日～2007年11月11日 SA ブラジル ベロオリゾンテ - 2007年11月22日～2007年12月16日 SA ブラジル リオデジャネイロ - 2007年12月27日～2008年1月27日 2008年 SA ブラジル サンパウロ - 2008年2月7日～2008年5月4日 SA ブラジル ポルト・アレグレ - 2008年5月15日～2008年6月8日 SA アルゼンチン ブエノスアイレス - 2008年6月20日～2008年7月27日 SA チリ サンティアゴ - 2008年8月14日～2008年9月21日 AP 韓国 ソウル - 2008年10月14日～2008年12月28日 2009年 AP 台湾 台北市 - 2009年1月14日～2009年2月22日 AP ドバイ - 2009年3月5日～2009年4月5日 |